# 田代潟
田代潟（たしろがた）とは、秋田県能代市二ツ井町仁鮒にある湖である。白津山の中腹にある。能代市と北秋田市の境界近くにある小さな湖沼であるが、数々の伝承や民話が語られている。沼の南部（画像では左下）の杉林の中に白藤神社がある。

## 民話
昔、山本郡森岳の山口に池内角左衛門という長者がいた。この家には藤子、竜子という仲の良いふたりの若い女中が使われていた。藤子は機織（東能代駅前付近）の生まれで色白で人並み優れた美人。竜子は鷹巣村の出身で、たいそう気立てのやさしい娘であった。近郷近在の若者は藤子に言い寄るものの、藤子はそれをうけながし、脇目もふらず働く娘であった。ところが、そのうち一日の仕事が終わり夕食の後片付けがすむと、決まって毎晩のように屋敷から姿を消すようになった。それでも、翌朝になると早くから起きて変わりなく働いているので、どこに何をしに行くのか誰も知るものはいなかった。このことが若者たちの噂になり、若者2、3人が藤子の後をつけた。藤子は足が速く若者たちはまたたく間に藤子の姿を見失った。
こうしたことが2、3度続けられた。藤子は白津山山麓にある田代潟まできて、ここで汗をふき着物の崩れや髪の乱れを直し、女らしい身支度をととのえるのだった。白津山の山頂には正法院という寺があった。そこに、一人の若い美男の修験者がいた。藤子はこの修験者に恋をしていた。しかし、この修験者は道心堅固な行者であったので、毎夜通ってくる藤子のささやきにも耳をかたむけようとしなかった。ある夜のこと、かたくなな男心に恋も叶わぬものと世をはかなんで、湖底に身を沈めてしまった。それから間もなく、主家に帰らぬ藤子について噂が若者に広がった。「藤子は白津山の正法院の若い僧と夜ごとの逢瀬を楽しんで家へ帰るのを忘れたのだ」これを聞いた竜子は、藤子の身を心配して主人の許しを得て白津山の正法院を訪れ、若い修験者から藤子が自殺をしたことを聞き、主家に帰ってから一部始終を主人に話した所、主人は藤子を哀れに思い、湖畔に弁財天をご神体とする白藤神社を建立して藤子の霊を慰めてやった。

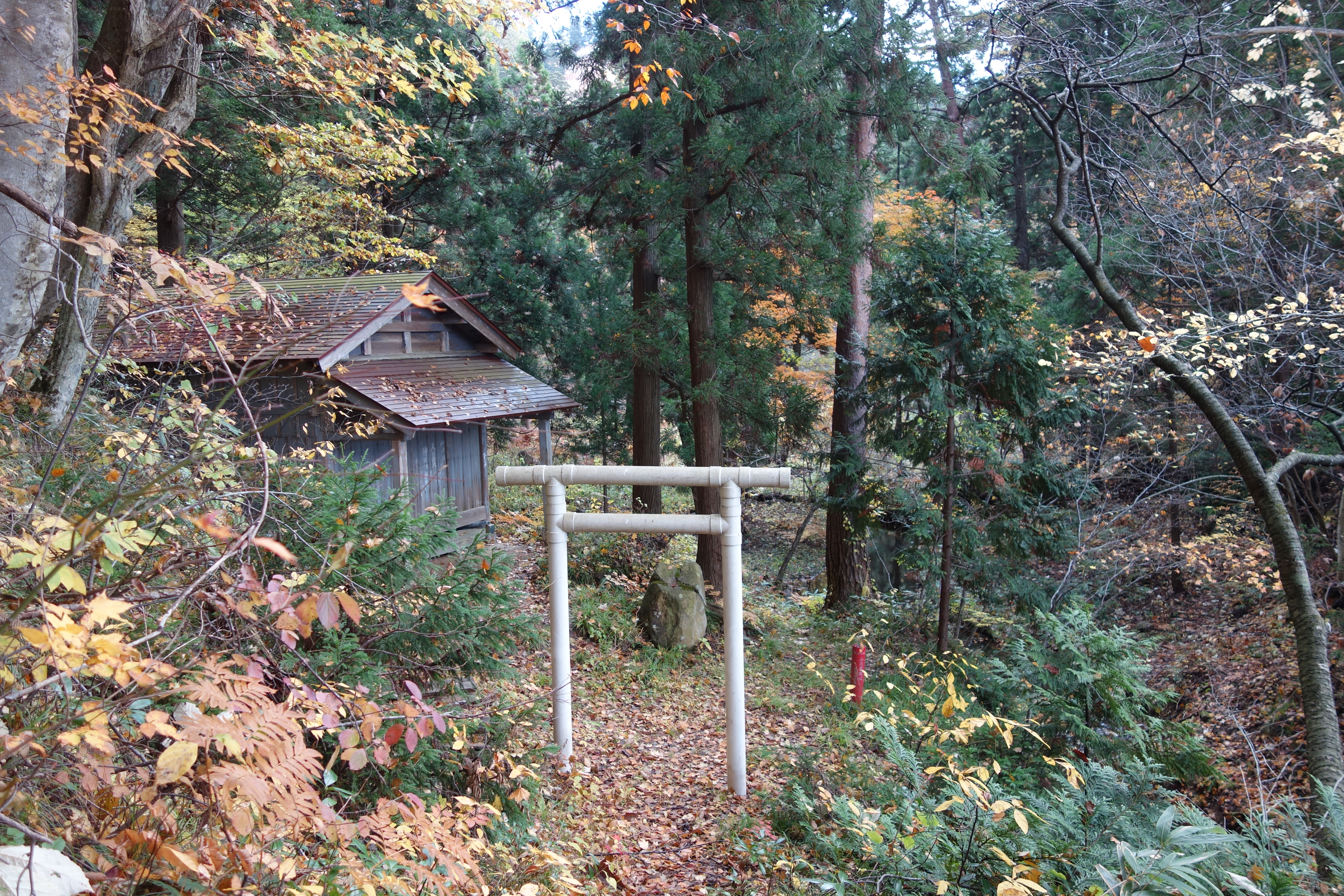
白藤神社

白藤神社の神体は弁財天であった。その後、龍子は北秋田郡増沢村の平左右門に嫁いだが、その折主家から藤子の遺品として日頃彼女が使っていたと戸棚や櫛箱をもらい、他の嫁入り道具と一緒にもって嫁いで行った。
森岳に伝わる民話は細部が異なっている。姉の名前は「きよ子」となっていて、実直な娘が居眠りをし始めたことになっている。修験者と娘は心を通わすことに成功するが、後をつけた下男2人にそれを見られてしまう。しかし、下男も逆に修験者に見つかりそうになり慌てて逃げる。主人はそれを聞き修験者が田代潟の主と看破すると、きよ子は二度と池内家には戻ってこなかった。田代潟を訪ねてみるときよ子がはいたぞうりが潟の岸にそろえてあり、そこから水の中に足跡が続いていた。何年か後、干ばつに悩んだ人々が神に祈ったところ、きよ子から「私は田代潟に入ってたつ子になりました。今は幸せです。雨が欲しいときにはいつでもその望みをかなえます」と御告げがあった。以来、森岳や山口の人々は干ばつの時には、山口の池内家の誰かを雨乞いに行かせる。順路は池内家-水分口-鏡井戸-濁川-田代潟という順で、きよ子がたどった順路を田代潟に至ると必ず帰路は雨に濡れて帰るという。
『二ツ井町史』に記載された伝説では池内角左衛門という長者が出てくる。池内家は戦国時代には名家であったが、江戸時代には郷士として森岡に土着して、江戸時代中期には7・8代に渡って森岡の肝煎をつとめ、その後山口に移り付近一帯を開墾した一家である。しかし、池内家には角左衛門を名のった人はいなく、三浦角左衛門と混同したものと思われる。
潟からとった魚を食うと口が曲がる、潟の魚を食べた人が数日後に死んだなど。話者も潟で獲れた魚をもらったことがあったが、気味が悪いので川に放してやった。
村の馬捨て場から一番新しい骨を拾ってきて、田代潟に投げ入れると、池の主が怒って雨を降らせるという。
能代市扇田では田代潟に雨乞いに行った。扇田では集落の中に排水路を兼ねた水路があり、そこにはいつもすがすがしい水が流れていた。家が二軒あり、水路に板を渡して食器などを洗っていた。十九になる娘が、あるとき急に姿を消してしまった。ある晩、娘が父親の枕元に立ってこういった。「この流れは狭い。田代の潟サ行って主になるから」父が娘を探して潟に行ってみると娘が履いていた下駄が一足、潟のほとりにキチンと揃えてあった。娘は蛇体となって潟に入ったのだ。集落では旱魃のときに部落行事として田代潟で雨乞いを行った。一戸から一人ずつ戸主が出て、朝暗いうちに集落を出て、母岱（桧山の沢）の山を通ってセンノウ台から山へ入り川を渡ってきつい坂を登った。帰りは夕方になった。「蛇体は卵が好きだから」と、必ず卵を持っていった。田代潟を「沼」と言ったら年長者から「あれは沼でねえ。潟だ」と叱られたという。また「安保さんが行かねばだめ」とも言われていて。安保家の娘が田代潟に住んだ娘であるという言い伝えがあったためであり、そこの家族はこの行列に必ず加わったものであった。

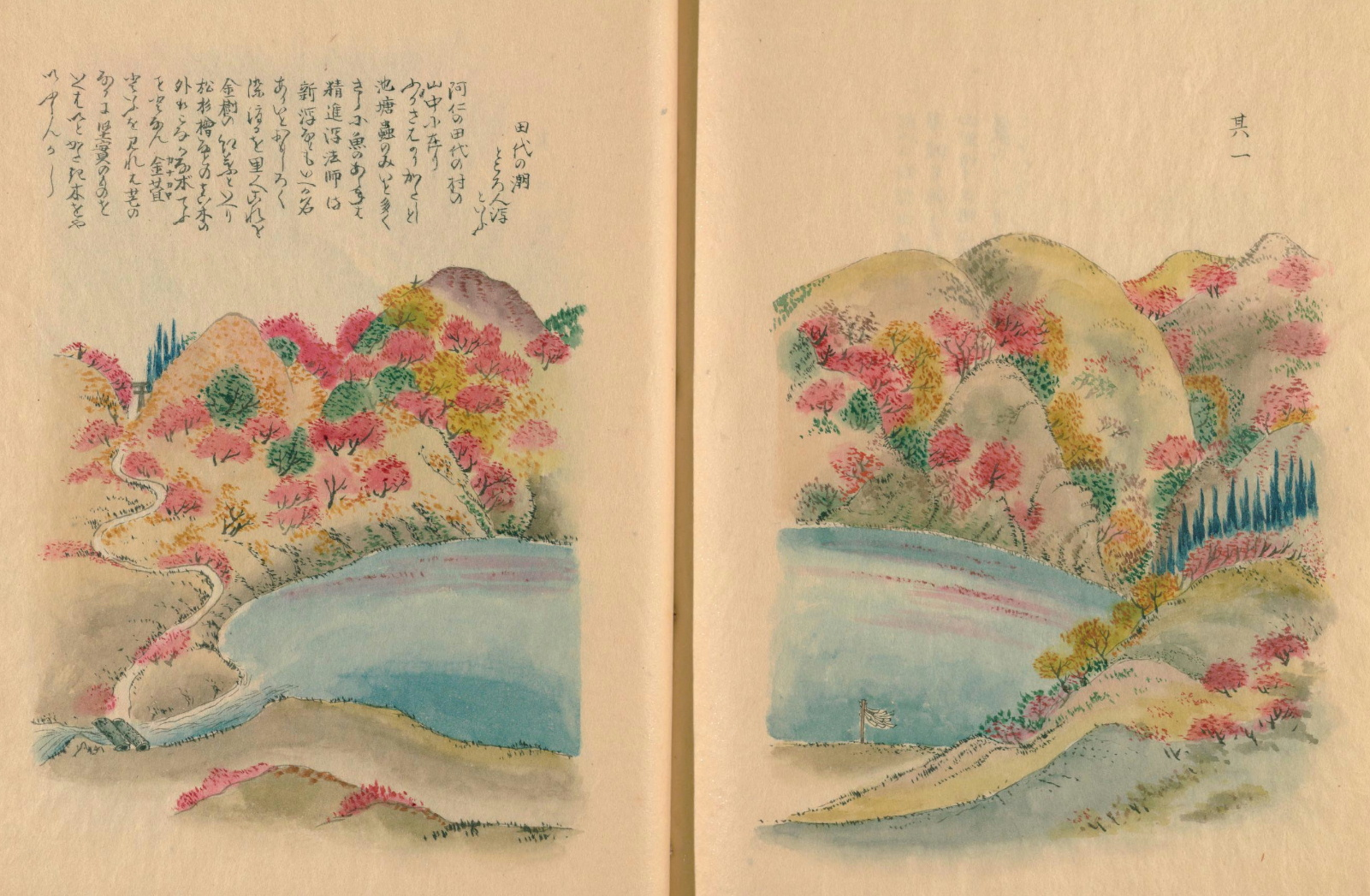
菅江真澄による田代潟

田代潟のそばに竜神様（潟の神）を祀る。2間四面のお宮。旧暦の毎月19日、出羽田代のお婆さん達が田代潟に行ってお神酒を上げてくる。3月19日には家中で行く。その日には阿仁や青森からも参りに来る。日の悪い人が潟参りに行けないので代わりに人に頼んで行ってもらったが、その人が潟の中に賽銭を何度入れても自分の所に戻ってきたという話がある。森岳の人はひでりが続くと1日で山越えして来て、田代潟で雨乞いをする。潟の中に馬の骨を投げ込み龍神様を怒らせて雨を降らせた。今から30年ほど前の秋の日の午後に名左衛門集落の成田キヱが二ツ井に用事があったその帰りに、森林軌道の中で田代潟への案内を頼まれた。頼んだ人は大館の人で、ある理由で田代潟の行く途中であった。それは、その人が潟の中に、潟ができる時の山の爆発で沈んだネキ（水没して黒ずんだ杉の大木で、銘木として高価）があると聞き、それを取ろうと山師ともぐりの人と他4人、全部で7人で潟に来た。もぐりが湖底まで泳いでみるとネキはあったが、引き上げようとするとにわかに天気が悪くなり大雨がフリ、田代潟のつつみが切れ命からがら逃げて来た。その翌日にもぐりの人がぽっくりと死に、本人もいろいろその後不幸なことが重なった。また別に体に異常はないのだけれども、疲れて動けなくなり、医者にみてもらったが原因がわからず、とうとう北海道まで行き、ゴショさんに尋ねると「潟の神様が怒った結果だ」と占ってくれた。さらに沼を拝みに行けと言われたのでその人はゴショさん一行を組みこの村に来て案内を頼んだ。一行とキヱさんは仙の台で森林鉄道を降り、潟の神社まで登り鏡、するめ、昆布、貝、野菜、果物をあげ、潟の神に謝った。すると澄んでいた湖面がはげしく波打ちしばらくしておさまった、それからゴショさんは鳥居につかまり、じょんがら節を踊って帰ってくるとその後、大館の人は病気も治り、現在も生きながらえているそうである。そのほか田代潟には奇妙な話が数々残っている。潟からとった魚を食べると口が曲がるとか、潟にいた大きな魚を食べた人が何日か後死亡したという話である。キヱさんの宅でも前に潟の魚を貰ったが気持ちが悪いので田代川に放してやったそうである。
沖田面の山の上には、足の形をした沼がある。これは大人の足跡で、もう一つの足跡は二ツ井町にあるという。沖田面の足の形をした沼はどんな暑い夏にも水がなくならない。これは左足の形をしており、二ツ井の田代には右足の形をした沼がある。これらは、大人の足跡であるという。田代から濁川に通う日地山道の中腹と、合川に越える阿仁白津山の中腹と、上小阿仁村の沖田面に近い友倉道のほとりに、大きな人の足の形に凹んだ谷地がある。それは大昔、巨大人がどこからか川越の中腹を一またぎ、次の一またぎで合川越し、またつぎの一またぎで、友倉とつけた足形なので、巨大人谷地と言われる。
昔は田代潟は下にあった。現在もそこにあるが、今はもう汚れてしまい泥沼になっている。あるとき、乞食の夫婦が来ておしめをそこで洗った。そうすると、大山が移動して潟が上に出来たという。田代地区の追分の坂を超えたところにある潟の沢に二つの潟がある。頂上近くにある潟を田代潟（新潟）といい、下方にある干潟（沼）になっているのを古潟という。昔、この古沼は満々と清水をたたえ、鯉や鮒が泳ぎ、周囲の木々の緑を水面に映したそれはそれは神秘的な潟であった。そのようなことから、人々は精進沼、法師沼とも言い、この潟からは魚を獲ってはいけない、釣ることも食べることもしてはいけない、もしこのようなことをした人は、必ず病気を患うか、不具者になってしまう。また湖水を汚したり洗い物をしたりすると罰が当たるだけでなく、潟もその形をなさなくなってしまうという言い伝えがあった。ある日のこと、阿仁の方から山を越えてきた子連れの乞食がいた。潟のそばまで来たとき、背より子どもをおろした。その時、子どものおむつの汚れに気づき取り替えた。伝承を知らない乞食は汚れを潟で洗った。すると突然あたりが暗くなり雷がなり稲妻が走った。地が震いだしたので、驚いた乞食はその場から一目散に逃げ出した。この状態が七日七晩続いた。こんなことがあってから、潟は浅い泥沼になってしまい、原型だけがかすかに残るいまの古潟に変わってしまった。その後、潟の主はすみかを現在の田代潟にしたとも言われている。一方乞食は目が見えなくなってしまい、家々の門口に立って、物乞いをしていたという。
炎天が続き、水枯が始まると近隣の農家の人々はよく潟に出向いては雨乞いをした。ある年に、阿仁から雨乞いに来た人々が馬の頭を潟に沈めたところ、突然大雨降りになりその頭を引き上げるまで降り続いた。 田代の集落に住んでいた人が、潟に沈んでいる老木を採取しようと潜水夫を潜らせて調べた。しかし、水中に日光は届かず、暗くて老木の根元を確認することは出来なかった。そればかりか本人は病気を患い、潜水夫は早死にしたという。以後、だれも、深さを計ろうとしなかった。
仁船集落では雨が降らない時に、田代潟、素波里神社、白瀑神社の滝の三ヶ所に分かれ、各戸一人づつ出てお参りした。切石では茂谷山などにも出かけた。遠方へは若い人たちが行き、御神酒とさかなを供えて拝み、若者は滝に打たれた。村の馬捨場から一番新しい馬の骨を拾い、水中に投げると主が怒って雨を降らせる。お礼には生きた小魚を潟に放す。田代では大雨を降らされてはと、馬の骨を投げるのを警戒していた。

## 菅江真澄の記録
菅江真澄は「美香弊乃誉路擘（）」で、田代潟の絵図を残している。その絵図には解説文がついていて、以下のような内容である。
其一 田代の湖 ところ人潟といふ。阿仁の田代の村の山中に在り。そのふかさははかりかたしと。池塘蟲のみいと多く、さらに魚のあらねは、精進潟、法師潟、新潟なともいへる名あり。いとおもしろく染渡るを、里人これを金樹の紅葉といへり。松杉檜なとに真木の外はみな、かな木てふこととなん、金萱（カナカヤ）といふを見れは、芒のなかに堅實のみのをいへは、いとかたき木をやいふらんかし 
其二、其三の絵図は田代潟付近の滝の絵図である。